# Eleições municipais de Curitiba em 1955
A eleição municipal de Curitiba de 1955 aconteceu em 3 de outubro daquele ano. Como previa o calendário eleitoral da época, foram eleitos somente os vereadores, sendo que o Prefeito, Ney Braga (Sem partido), foi eleito no ano anterior.

## Resultado
Segundo informações retiradas do site do Tribunal Regional Eleitoral do Paraná , a composição das bancadas para a Legislatura 1956-1960 da Câmara Municipal de Curitiba foi esta (em ordem de cadeiras conseguidas):
| Partido | Cadeiras | Votos  | Porcentagem |
| ------- | -------- | ------ | ----------- |
| PSD     | 4        | 10.088 | 13,96%      |
| PTB     | 3        | 9.292  | 12,86%      |
| PR      | 3        | 8.701  | 12,04%      |
| PSP     | 3        | 8.002  | 11,07%      |
| UDN     | 3        | 7.062  | 9,77%       |
| PDC     | 2        | 6.755  | 9,35%       |
| PRT     | 1        | 4.338  | 6,00%       |
| PL      | 1        | 3.927  | 5,43%       |
| PRP     | 0        | 3.581  | 4,95%       |
| PTN     | 0        | 3.409  | 4,72%       |
| PST     | 0        | 3.269  | 4,52%       |
| PSB     | 0        | 1.159  | 1,60%       |
| Total   | 20       | 69.583 | 96,27%      |

| Votos nominais          | 69.583 | 96,27%  |
| Votos brancos           | 2.697  | 3,73%   |
| Total de votos válidos  | 72.280 | 100,00% |
| Votos apurados          | 72.280 | 99,35%  |
| Votos nulos             | 471    | 0,65%   |
| Total de votos apurados | 72.751 | 100,00% |
| Comparecimento          | 72.751 | 76,10%  |
| Abstenções              | 22.848 | 23,90%  |
| Total de eleitores      | 95.599 | 100,00% |